# قائم‌مقام فراهانی (مجموعه تلویزیونی)
قائم‌مقام فراهانی یک مجموعه تلویزیونی محصول سال ۱۳۷۵ به کارگردانی محمدرضا ورزی،  می‌باشد که از شبکه ۱ در پنج قسمت پخش شد.

## بازیگران
- بهزاد فراهانی در نقش قائم مقام
- محمد ابهری
- شمسی فضل‌الهی
- سیامک اشعریون
- علی نصیریان در نقش حاجی میرزا آغاسی
- خسرو فرخزادی
- محمد ساربان
- کیکاووس یاکیده  در نقش محمدشاه
- فخرالدین صدیق‌شریف
- ناصر خاوری